# Max Terr
Max Terr (* 16. November 1890 in Odessa, Russisches Kaiserreich (heutige Ukraine); † 2. August 1951 in Los Angeles, Kalifornien) war ein US-amerikanischer Filmkomponist mit russischen Wurzeln, der 1943 für einen Oscar nominiert wurde. Terr wurde im Jahr 1918 laut Beschluss eines Bundesgerichts in New York in die Vereinigten Staaten eingebürgert.

## Leben
Terr wanderte mit seiner Familie in die USA aus, als er noch ein Kind war. In den 1920er-Jahren arbeitete er als Studiomusiker für das Label Pathé. Während dieser Zeit gründete er auch seine eigene Gruppe, die zwischen August 1922 und August 1925 27 Auftritte verbuchen konnte. Es war auch die Zeit seiner Zusammenarbeit mit der Jazz- und Blues-Sängerin Lee Morse. Während der 1930er- und 1940er-Jahre arbeitete Terr für die Studios Metro Goldwyn Mayer und Paramount Pictures und weitere Filmstudios. Ein großer persönlicher Erfolg wurde 1942 der Soundtrack, den er für den Chaplin-Film Goldrausch komponierte, dessen Original-Partitur für einen Oscar nominiert wurde. Terr hatte bereits an der Stummfilmversion des Films von 1925 mitgewirkt. In Chaplins Werk Der große Diktator war er zwei Jahre zuvor innerhalb des Music Departments Assistent des Orchesterchefs. Für den romantischen Western Banditen ohne Maske mit Randolph Scott und Ann Dvorak steuerte er 1946 zusammen mit Kollegen die Musik bei. Für die Kurzfilme der „Crime Does Not Pay“-Serie lieferte er mehrmals die Filmmusik, so komponierte er beispielsweise 1947 für das Kurzfilm-Krimidrama von Joseph M. Newman The Luckiest Guy in the World die Hintergrundmusik. Seine letzten Kompositionen fanden fast alle Verwendung in Kurzfilmen. 
Terr leitete zudem seinen eigenen gemischten Chor, der unter anderem mit dem großen Sänger Bing Crosby auftrat.

## Academy Award
1943 erhielt Max Terr eine Oscar-Nominierung in der Kategorie „Beste Filmmusik (Drama/Komödie)“ für die Filmkomödie Goldrausch von und mit Charlie Chaplin, konnte sich jedoch nicht gegen Max Steiner und die Literaturverfilmung Reise aus der Vergangenheit behaupten. Goldrausch war außerdem in der Kategorie „Bester Ton“ nominiert. 

## Filmografie (Auswahl)
– Sound/Music Department/Komponist –
- 1925: Goldrausch (The Gold Rush, Stummfilmfassung)
- 1928: Manhattan Cocktail
- 1928: Liebeslüge (The Shopworn Angel)
- 1928: Freibeuter der Südsee (Scarlet Seas)
- 1929: The Wolf Song
- 1929: Rothaut (Redskin)
- 1930: Der König der Vagabunden (The Vagabond King)
- 1930: Der unsichtbare Feind (The Silent Enemy, Dokumentarfilm)
- 1931: Die Nacht der Entscheidung
- 1934: All the King’s Horses
- 1927: Künstlerball (Artists & Models)
- 1936: Fatal Lady (Soundtrack Selection from Isabelle, Selection from Bal Masque)
- 1939: Dreivierteltakt am Broadway (The Great Victor Herbert)
- 1940: Der große Diktator (The Great Dictator)
- 1941: Die kleinen Füchse (The Little Foxes)
- 1941: Die ewige Eva (It Started with Eve; Musik When I Sing)
- 1942: Goldrausch (The Gold Rush, Tonfilmfassung)
- 1942: Doin’ Their Bit (Kurzfilm; Lyrik The Flag of Freedom)
- 1942: Marines in the Making (Kurzfilm)
- 1943: Seeing Hands (Kurzfilm)
- 1943: Heavenly Music (Kurzfilm)
- 1946: Faithfull in My Fashion (Musik Love Is a Wondrous Thing)
- 1945: A Gun in His Hand (Kurzfilm)
- 1945: Stairway to Light (Kurzfilm)
- 1946: Banditen ohne Maske (Abilene Town)
- 1946: Bikini, the Atom Island (Dokumentar-Kurzfilm)
- 1946: Sure Cures (Kurzfilm)
- 1947: A Really Important Person (Kurzfilm)
- 1947: The Luckiest Guy in the World (Kurzfilm)
- 1950: Crashing the Movies (Kurzfilm; Musik Rain Is a Cheerful Thing)

## Auszeichnung
- 1943: Oscarnominierung, Kategorie „Beste Filmmusik“ für den Film Goldrausch